# Balduin von Avesnes
Balduin von Avesnes (franz.: Baudouin d’Avesnes; * September 1219; † 10. April 1295) war ein französischer Adliger und Chronist im 13. Jahrhundert.
Balduin stammte aus dem hochadligen Haus Avesnes und war der zweite Sohn des Burkhard von Avesnes und der Gräfin Margarethe II. von Flandern-Hennegau. Die Ehe seiner Eltern war kirchenrechtlich illegitim, weshalb Balduin und sein älterer Bruder Johann auch als uneheliche Kinder galten. Außerdem stand ihr Vater während ihrer Geburt unter dem Kirchenbann. Im Streit um das Erbe ihrer Mutter nahmen die Avesnes-Brüder den flämischen Erbfolgekrieg gegen ihre Halbbrüder aus dem Haus Dampierre auf. Die Avesnes-Brüder wurden unter dem Einfluss König Ludwigs IX. von Frankreich im Jahr 1251 von Papst Innozenz IV. legitimiert und erhielten die Grafschaft Hennegau aus dem mütterlichen Erbe. Als jüngerer Bruder erhielt Balduin die Burg von Beaumont als eigenes Lehen.
Balduin vollendete um das Jahr 1280 eine zweiteilige in Altfranzösisch geschriebene Universalchronik, die er mit der biblischen Schöpfungsgeschichte beginnt und im Jahr 1278 enden lässt. Offenbar war er mit den Werken antiker Autoren wie Flavius Josephus, Caesar, Sallust oder Lucan vertraut, die er mit dem alten Testament für den ersten Teil als Quellen heranzog. Für den zweiten Teil stützte er sich neben dem neuen Testament auf mittelalterliche Autoren wie Geoffrey of Monmouth, Hugo von Fleury, Wilhelm von Tyrus, Gottfried von Villehardouin, Vinzenz von Beauvais und Primat von Saint-Denis. Besonderes Augenmerk legte Balduin hier auf die Geschichte des Hauses Flandern-Hennegau, über das er mütterlicherseits abstammte und auf dem die Erbansprüche der Avesnes beruhten.
Balduin war verheiratet mit Felicite de Coucy († 1307), einer Tochter von Thomas de Coucy, Herr von Vervins aus dem Haus Boves, und der Mathilde de Rethel. Sie hatten zwei Kinder und mehrere Enkel:
- Johann von Avesnes († 18. Februar 1283), Herr von Beaumont
  - Balduin von Avesnes († 1299), Herr von Beaumont
  - Johanna von Avesnes († ?), Äbtissin von Flines
- Beatrix von Avesnes († 25. Februar 1321), ⚭ 1261 mit Graf Heinrich VI. von Luxemburg
  - Graf Heinrich VII. von Luxemburg († 1313), römisch-deutscher Kaiser
  - Balduin von Luxemburg († 1354), Erzbischof von Trier

## Weblink
- Baudouin d’Avesnes bei fmg.ac (englisch)

| Personendaten    | Personendaten                          |
| ---------------- | -------------------------------------- |
| NAME             | Balduin von Avesnes                    |
| ALTERNATIVNAMEN  | Baudouin d’Avesnes; Baldwin of Avesnes |
| KURZBESCHREIBUNG | Herr von Baudemont, Chronist           |
| GEBURTSDATUM     | September 1219                         |
| STERBEDATUM      | 10. April 1295                         |